# Ludwig Wittgenstein
Ludwig Josef Johann Wittgenstein (Viena, 26 de abril de 1889-Cambridge, 29 de abril de 1951), conocido como Ludwig Wittgenstein, fue un filósofo, matemático, lingüista y lógico austríaco, posteriormente nacionalizado británico. Su primera teoría plantea que existe una relación biunívoca entre las palabras y la cosas, y que las proposiciones que encadenan las palabras constituyen «imágenes» de la realidad (Tractatus logico-philosophicus), que influyó en gran medida a los positivistas lógicos del Círculo de Viena, movimiento del que nunca se consideró miembro. Tiempo después, el Tractatus fue severamente criticado por el propio Wittgenstein en Los cuadernos azul y marrón y en sus Investigaciones filosóficas, así como en Observaciones filosóficas, obras póstumas en beneficio de una concepción más restringida y concreta, calificada de «juego de lenguaje», en la que destaca el aspecto humano del lenguaje, es decir, su imprecisión y variabilidad según las situaciones. Fue discípulo de Bertrand Russell en el Trinity College de la Universidad de Cambridge, donde más tarde también él llegó a ser profesor.

## Biografía
«Revolucionario será aquel que pueda revolucionarse a sí mismo».
“Revolutionär wird der sein, der sich selbst revolutionieren kann.”
Vermischte Bemerkungen, 252

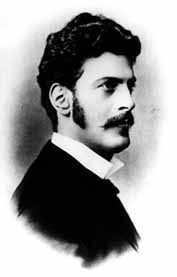
Para 1890, Karl Wittgenstein había amasado una de las más grandes fortunas del mundo.

Ludwig Wittgenstein nació en Viena el 26 de abril de 1889, hijo del magnate industrialista Karl Wittgenstein y de Leopoldine Kalmus. Fue el más joven de nueve hermanos, nacido en una de las familias más prominentes y ricas del Imperio austrohúngaro.
Sus abuelos paternos, Hermann Christian y Fanny Wittgenstein (que era una prima primera del famoso violinista Joseph Joachim), eran ambos nacidos en familias judías pero más tarde convertidas al protestantismo y, después de que se trasladaran de Sajonia a Viena en los años 1850, se asimilaron a las clases profesionales protestantes vienesas.
El padre de Ludwig se convirtió en empresario industrial e hizo su fortuna dentro del sector siderúrgico. A finales de los años 1880, Karl controlaba un monopolio efectivo sobre los recursos del hierro y el acero dentro del imperio y era uno de los hombres más ricos del mundo. Más tarde, Karl transfirió gran parte de su capital a propiedades inmobiliarias, acciones de capital, metales preciosos y reservas de divisas extranjeras, todo el cual estaba esparcido a través de Suiza, Austria, los Países Bajos y América del Norte. Por consiguiente, la riqueza colosal de la familia fue aislada de las crisis de inflación que siguieron en los años posteriores.
Su madre, Leopoldine Kalmus, era hija de padre judío y madre católica. A pesar de la conversión al protestantismo de sus abuelos paternos, los hijos de los Wittgenstein fueron bautizados como católicos —la fe de su abuela materna— y Ludwig recibió un funeral católico después de su muerte.

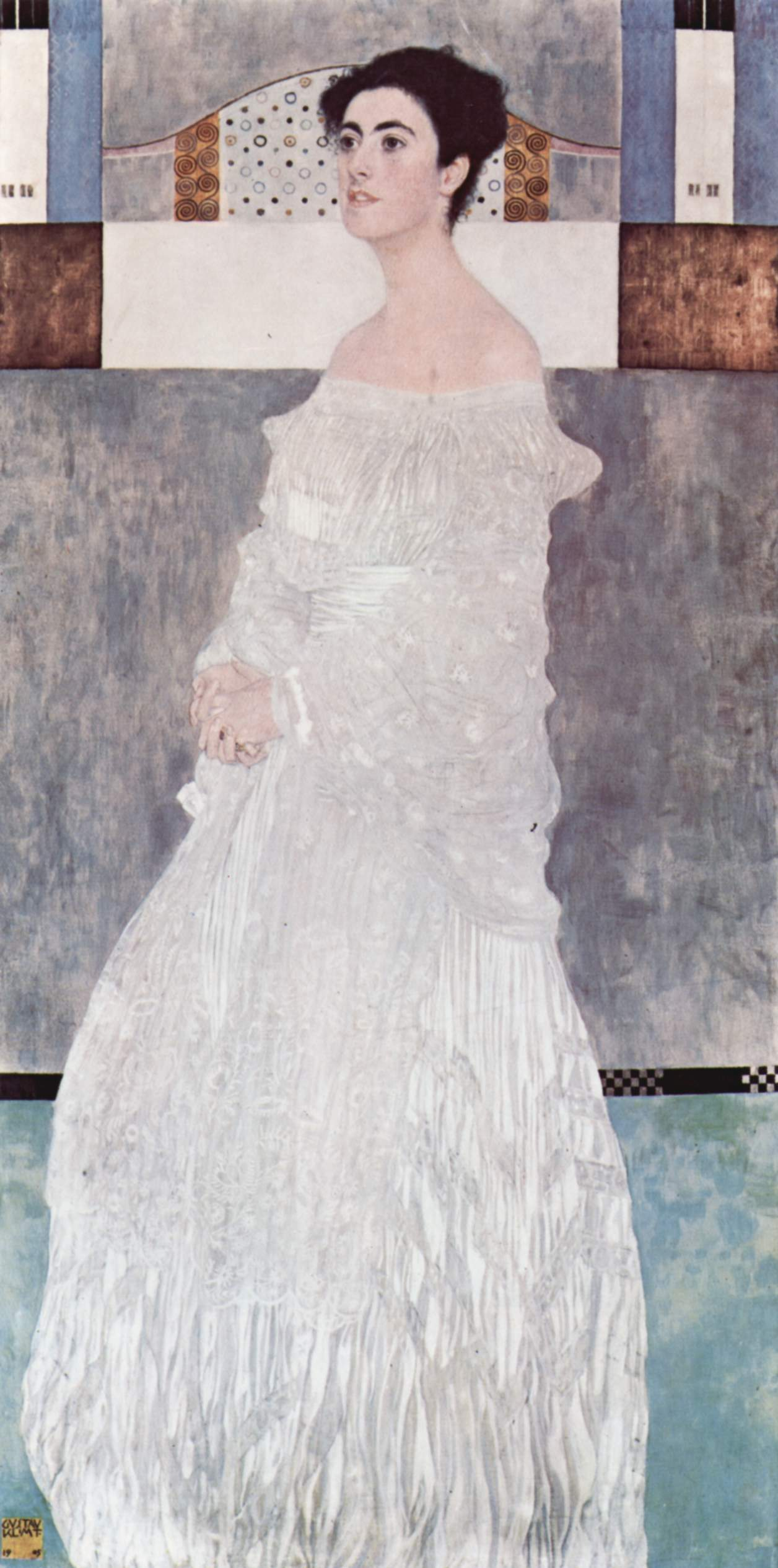
La hermana de Ludwig, Gretl, pintada por Gustav Klimt para su retrato de boda en 1905.

Creció en un hogar que proporcionaba un ambiente excepcionalmente intenso para la realización artística e intelectual. Sus padres eran aficionados a la música y todos sus hijos tuvieron dotes intelectuales y artísticas. El hermano mayor de Ludwig, Paul Wittgenstein, se convirtió en un pianista concertista de fama mundial quien continuó su carrera como concertista incluso tras perder el brazo derecho en la Primera Guerra Mundial (1914-1918), motivando que Maurice Ravel compusiera para él en 1931 su famoso Concierto para piano para la mano izquierda.
La casa de los Wittgenstein atraía a gente culta, especialmente a músicos. La familia recibía visitas frecuentes de artistas como Gustav Mahler. Toda la educación musical de Ludwig sería muy importante para él. Incluso utilizó ejemplos musicales en sus escritos filosóficos. Otra no tan afortunada herencia que pudo haber tenido fue la tendencia al suicidio: tres de sus cuatro hermanos varones se quitaron la vida.
Cursó sus estudios a principios del siglo XX en la escuela secundaria de Linz, la Realschule Bundesrealgymnasium Fadingerstrasse. En esa misma escuela también estudiaba por entonces Adolf Hitler. Existe una foto fechada en 1901 en la cual se puede apreciar a ambos, junto con el resto de los alumnos y uno de sus profesores, posando para la foto escolar anual. Pertenece a un libro escrito por la australiana Kimberley Cornish titulado The Jew of Linz: Wittgenstein, Hitler and Their Secret Battle for the Mind (1998). Según dicha escritora, el joven Ludwig era el niño judío al que posteriormente se referirá Adolf Hitler en su obra Mein kampf (Mi lucha), aunque esta teoría está en disputa.
El primer interés intelectual de Wittgenstein no fue la filosofía sino la ingeniería. Sus estudios lo llevaron, en primer lugar, a Berlín y posteriormente a Mánchester (Reino Unido), donde se encontraba la vanguardia de la ingeniería aeronáutica. Como resultado de su primer trabajo, presentó una patente para un motor a reacción en 1911 que parece tuvo cierta influencia en el diseño futuro de los motores para helicópteros. Estando en Inglaterra se interesó por la filosofía de las matemáticas y entró en contacto con Bertrand Russell, con quien comenzaría una tormentosa relación. Sin embargo, este ambiente inglés es el que lanzó su carrera intelectual, con amigos como George Moore o los economistas John Maynard Keynes y Piero Sraffa.
Mantuvo una posición muy crítica sobre sus colegas filósofos e incluso sobre lo que podían opinar de él otras figuras del ámbito científico:

Me es indiferente que el científico occidental típico me comprenda o me valore, ya que no comprende el espíritu con el que escribo. Nuestra civilización se caracteriza por la palabra 'progreso'. El progreso es su forma, no una de sus cualidades, el progresar. Es típicamente constructiva. Su actividad estriba en construir un producto cada vez más complicado. Y aun la claridad está al servicio de este fin; no es un fin en sí. Para mí, por el contrario, la claridad, la transparencia, es un fin en sí.
Aforismos. Cultura y valor, 30.

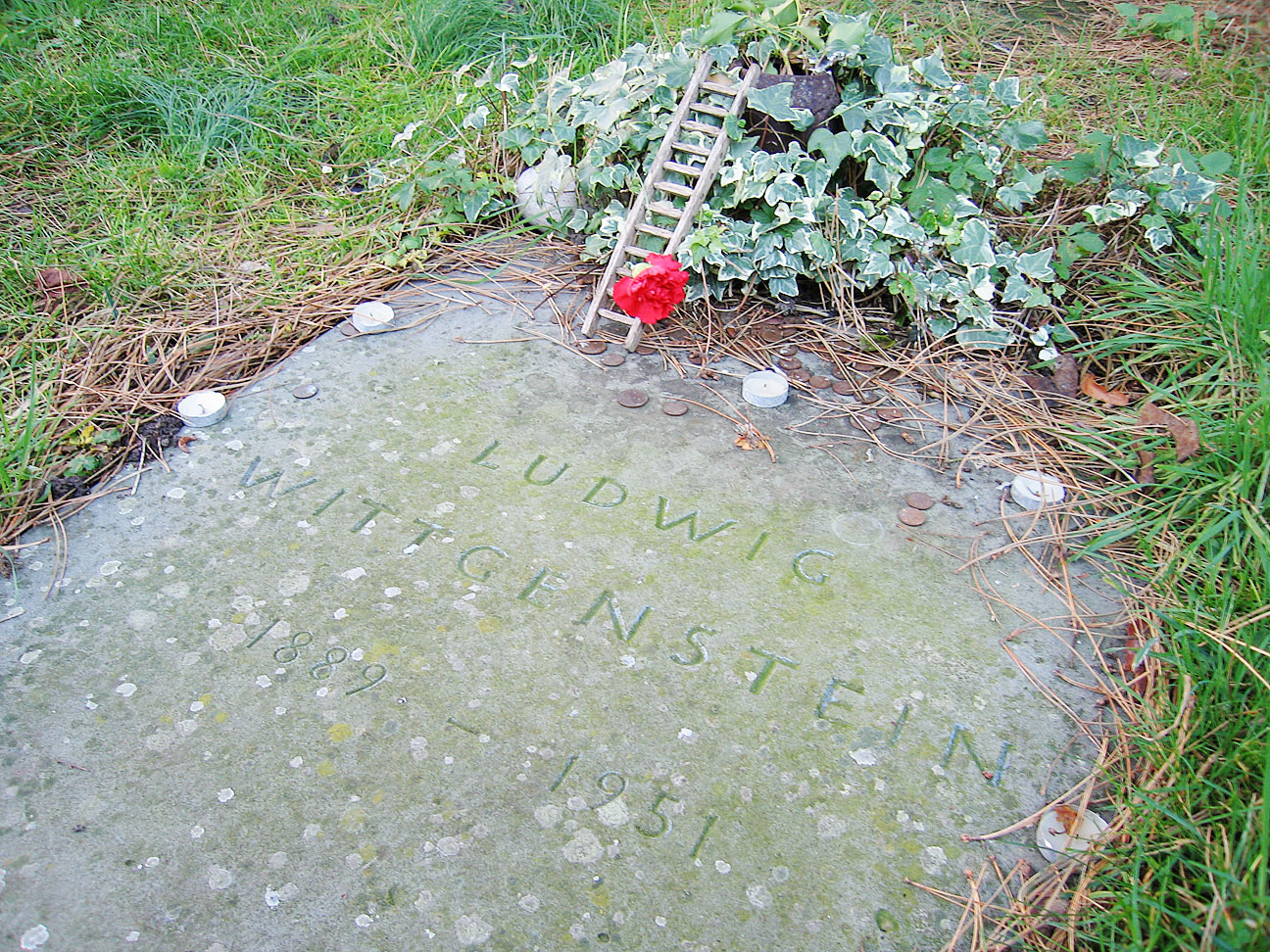
Lápida de la tumba de Wittgenstein en Cambridge.

En 1919 renunció a la parte de la fortuna familiar que había heredado cuando su padre murió. El dinero fue dividido entre sus hermanas Helene y Hermine y su hermano Paul. Ludwig insistió en que le prometieran que nunca se lo devolverían.
Ludwig Wittgenstein murió en Cambridge, en casa de su médico, el doctor Bevan, el 29 de abril de 1951, tras negarse a recibir tratamiento médico contra el cáncer de próstata que sufría. Antes de perder la conciencia, rogó a la esposa del doctor Bevan reproducir sus últimas palabras: "dígales a todos que he tenido una vida maravillosa". Se encontraba trabajando en un manuscrito que analizaba los supuestos y condiciones de la certeza, publicado de manera póstuma por la heredera de sus trabajos, Elizabeth Anscombe, bajo el título Sobre la certeza.

## Pensamiento
El pensamiento filosófico de Wittgenstein suele dividirse en dos períodos: el primer período gira en torno a su primer trabajo importante, publicado en 1923: el Tractatus logico-philosophicus. Después de su publicación, Wittgenstein dejó la filosofía, creyendo haber resuelto todos los problemas filosóficos. Varios años después, tras algunos traspiés, Wittgenstein volvió a enseñar y filosofar, pero con un espíritu muy distinto al que guio su trabajo anterior. De este segundo período resultaron las Investigaciones filosóficas, publicadas de manera póstuma en 1953. Estos dos trabajos son tan diferentes que a veces se habla de un «primer Wittgenstein» o «Wittgenstein del Tractatus» y de un «segundo Wittgenstein» o «Wittgenstein de las Investigaciones».

### Primer Wittgenstein: elTractatus logico-philosophicus

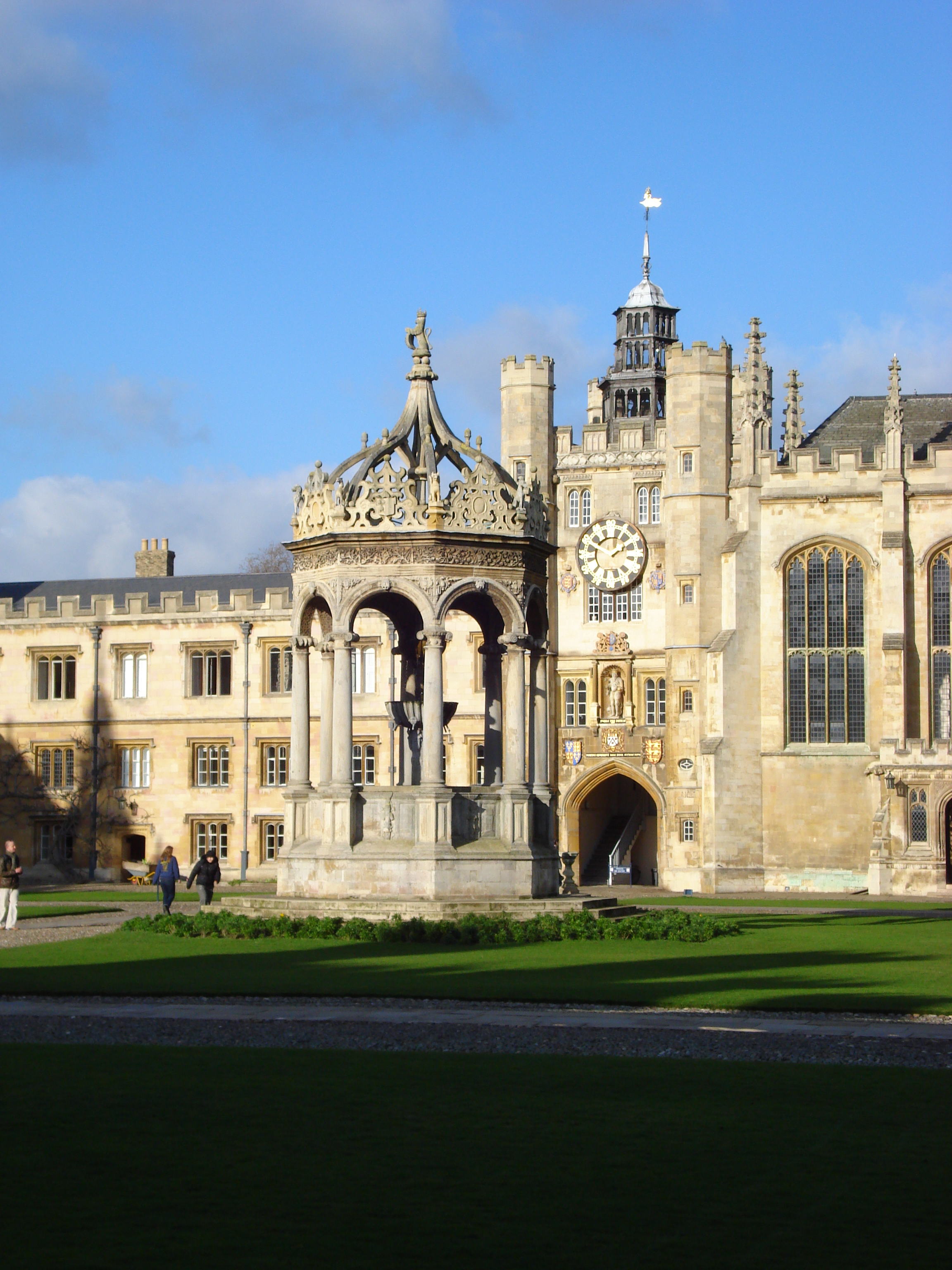
Vista del patio central del Trinity College.

El Tractatus logico-philosophicus fue el primer libro escrito por Wittgenstein y el único que él vio publicado en vida. La primera publicación fue en la revista alemana Annalen der Naturphilosophie (XIV, 3-4, págs. 185-262), bajo el título Logisch-Philosophische Abhandlung. Un año más tarde (en 1922) aparecería la primera edición bilingüe (alemán-inglés) en la editorial Kegan Paul de Londres, acompañado de una introducción de Bertrand Russell, y ya bajo el título en latín con el que más se lo conoce. Es el principal texto en que Wittgenstein expresa su pensamiento del llamado "primer período".
El Tractatus es un texto complejo que se presta a diversas lecturas. En una primera lectura, se presenta como un libro que pretende explicar el funcionamiento de la lógica (desarrollada previamente por Gottlob Frege y por Bertrand Russell, entre otros), tratando de mostrar al mismo tiempo que la lógica es el andamiaje o la estructura sobre la cual se levanta nuestro lenguaje descriptivo (nuestra ciencia) y nuestro mundo (que es aquello que nuestro lenguaje o nuestra ciencia describe). La tesis fundamental del Tractatus es esta estrecha vinculación estructural (o formal) entre lenguaje y mundo, hasta tal punto que «los límites de mi lenguaje son los límites de mi mundo» (Tractatus: § 5.6). En efecto, aquello que comparten el mundo, el lenguaje y el pensamiento es la forma lógica (logische Form), gracias a la cual podemos hacer figuras del mundo para describirlo.
En el Tractatus, el mundo (Welt), es la totalidad de los hechos, es decir, de lo que es el caso (lo que acaece, lo que se da efectivamente) (Tractatus: §§ 1-2) Los hechos son "estados de cosas" (Sachverhalt), o sea, objetos en cierta relación (Tractatus: §§ 2-2.01). Por ejemplo, un hecho es que el libro está sobre la mesa, lo cual se revela como una relación entre "el libro" (que podemos llamar objeto "a") y "la mesa" (que podemos llamar objeto "b"). Según Wittgenstein, los hechos poseen una estructura lógica que permite la construcción de proposiciones que representen o figuren (del alemán Bild) ese estado de cosas. "El libro está sobre la mesa", trascrito a lenguaje lógico, se expresa: "aRb". Al igual que un hecho es una relación entre objetos, una proposición será una concatenación de nombres (los cuales tendrán como referencia los objetos). Para Wittgenstein el lenguaje descriptivo funciona igual que una maqueta, en la cual representamos los hechos colocando piezas que hacen las veces de los objetos representados. En el Tractatus, el lenguaje está formado fundamentalmente por nombres (hablamos, naturalmente, del lenguaje una vez que es analizado lógicamente).
De esta idea tan fundamental extrae Wittgenstein toda su teoría de la figuración (o de la significación) y de la verdad. Una proposición será significativa, o tendrá sentido (del alemán Sinn), en la medida en que represente un estado de cosas lógicamente posible. Otra cosa distinta es que la proposición sea verdadera o falsa. Una proposición con sentido figura un estado de cosas posible. Para que la proposición sea verdadera, el hecho que describe debe darse efectivamente (debe ser el caso). Si el hecho descrito no se da, entonces la proposición es falsa. Pero en este caso, sea falsa o sea verdadera, la proposición tiene sentido, porque describe un estado de cosas posible. «El mundo es todo lo que sea el caso» (Tractatus: § 1); la realidad (Wirklichkeit) será la totalidad de los hechos posibles, los que se dan y los que no se dan (Tractatus: § 2.06 y § 2.202).
Otra tesis fundamental del Tractatus es la identidad entre el lenguaje significativo y el pensamiento, dando a entender que nuestros pensamientos (las representaciones mentales que hacemos de la realidad) se rigen igualmente por la lógica de las proposiciones, pues: «La figura lógica de los hechos es el pensamiento» (Tractatus: § 3) o «El pensamiento es la proposición con sentido» (Tractatus: § 4). De este modo, si algo es pensable, ha de ser también posible (Tractatus: § 3.02), es decir, ha de poder recogerse en una proposición con sentido (sea esta verdadera o falsa). El pensamiento es una representación de la realidad. La realidad es aquello que se puede describir con el lenguaje (en este sentido, se aprecia que la realidad en el Tractatus es una imagen que resulta de un lenguaje descriptivo, y no una realidad en sí; por eso los límites de mi lenguaje son los límites de mi mundo).
Este es el modo en que Wittgenstein determina de qué podemos hablar con sentido y de qué no podemos hablar. Podemos hablar, o sea, decir verdades o falsedades, siempre y cuando utilicemos el lenguaje para figurar estados de cosas o hechos posibles del mundo. Solo es posible hablar con sentido de la realidad. Este es el punto en que el Tractatus es interpretado como abogado del empirismo o como una apología de la ciencia, ya que solo la ciencia es capaz de decir algo con sentido; y «De lo que no se puede hablar, hay que callar» (Tractatus: § 7). Ahora bien, el verdadero y original pensamiento de Wittgenstein empieza aquí. Si, como dice el Tractatus solo es posible hablar con sentido de los hechos del mundo: ¿qué ocurre con los textos de filosofía y, en particular, con las proposiciones del propio Tractatus? En efecto, el Tractatus no describe hechos posibles ni hechos del mundo, sino que habla del lenguaje y de la lógica que rige nuestro pensamiento y nuestro mundo, etc.
Entra así en juego la polémica -pero fundamental- distinción entre decir y mostrar que el propio Wittgenstein consideraba el núcleo de la filosofía. La forma lógica y la lógica en general no pueden expresarse, vale decir: no se puede crear una proposición con sentido en que se describa la lógica, porque la lógica se muestra en las proposiciones con sentido (que expresan el darse o no darse de un estado de cosas.). La lógica está presente en todas las proposiciones, pero no es dicha por ninguna de ellas. En este sentido: «La lógica es trascendental» (Tractatus: § 6.13).
La lógica establece cuál es el límite del lenguaje, del pensamiento y del mundo, y de ese modo se muestra el propio límite, que ya no pertenece al mundo, quedando fuera de ese ámbito de lo pensable y expresable. Es por ello que, como indica Wittgenstein: «Hay, ciertamente, lo inexpresable. Se muestra, es lo místico» (Tractatus: § 6.522). La tarea de la filosofía es, entonces, precisamente, llegar hasta los casos límite del lenguaje, donde ya no hablamos del mundo pero, sin embargo, sí queda mostrado lo inexpresable. Este es el caso de las tautologías, las contradicciones y, en general, las proposiciones propias de la lógica.
Análogamente, tal y como se apunta hacia el final del Tractatus, la ética (o sea, aquello que trata de hablar sobre lo que sea bueno o malo, lo valioso, el sentido de la vida, etc.) es también inexpresable y trascendental (Tractatus: §§ 6.4-6.43). La ética, lo que sea bueno o valioso, no cambia nada los hechos del mundo; el valor debe residir fuera del mundo, en el ámbito de lo místico. De lo místico no se puede hablar, pero una y otra vez se muestra en cada uno de los hechos que experimentamos.
En una carta que escribió a su amigo Ludwig von Ficker (hacia 1919), dice que el sentido último de su Tractatus logico-philosophicus es ético; y a continuación añade:

Mi obra se compone de dos partes: de la que aquí aparece, y de todo aquello que no he escrito. Y precisamente esta segunda parte es la más importante. Mi libro, en efecto, delimita por dentro lo ético, por así decirlo; y estoy convencido de que, estrictamente, solo puede delimitarse así. Creo, en una palabra, que todo aquello sobre lo que muchos hoy parlotean lo he puesto en evidencia yo en mi libro guardando silencio sobre ello. [...] Le aconsejaría ahora leer el prólogo y el final, puesto que son ellos los que expresan con mayor inmediatez el sentido.
Fragmento recogido y traducido en la "Introducción" de Isidoro Reguera y Jacobo Muñoz (1986) a su edición
del Tractatus logico-philosophicus, Madrid: Alianza, 2002; pág. ix

### Segundo Wittgenstein: lasInvestigaciones filosóficas
Las Investigaciones filosóficas son el principal texto en que se recoge el pensamiento del llamado segundo Wittgenstein. El rasgo más importante de esta segunda época está en un cambio de perspectiva y paradigma en su estudio filosófico del lenguaje. Si en el Tractatus adoptaba un punto de vista lógico para el escrutinio del lenguaje, este segundo Wittgenstein llega al convencimiento de que el punto de vista adecuado es de carácter normativista contrario al punto de vista pragmatista: no se trata de buscar las estructuras lógicas del lenguaje, sino de estudiar las reglas que usan los hablantes cuando se expresan de un modo concreto, se debe analizar el tipo de gramática que emplean que está ligado estrechamente con el aprendizaje mismo lo que configura una forma de vida determinada. Por ello, las prioridades lingüísticas en el uso del lenguaje exhiben las formas de vida de los hablantes.
En las Investigaciones, sostiene que el significado de las palabras y el sentido de las proposiciones está en su función, su uso (Gebrauch) en el lenguaje. Vale decir que preguntar por el significado de una palabra o por el sentido de una proposición equivale a preguntar cómo se usa. Por otra parte, puesto que dichos usos son muchos y multiformes, el criterio para determinar el uso correcto de una palabra o de una proposición estará determinado por las reglas que cada uno de los hablantes ha aprendido y que se exhiben en la forma de vida de los hablantes. Dicho contexto recibe el nombre de juego de lenguaje (Sprachspiel). Estos juegos de lenguaje no comparten una esencia común sino que mantienen unos parecidos de familia (Familienähnlichkeiten). De esto se sigue que lo absurdo de una proposición o palabra radicará en usarla fuera del juego de lenguaje que le es propio.
Una tesis fundamental de las Investigaciones es la imposibilidad de un lenguaje privado. Para Wittgenstein, un lenguaje es un conglomerado de juegos, los cuales estarán regidos cada uno por sus propias reglas. El asunto está en comprender que estas reglas no pueden ser privadas, es decir que no podemos seguir privadamente una regla. La razón está en que el único criterio para saber que seguimos correctamente la regla está en el uso habitual de una comunidad: si me pierdo en una isla desierta, y establezco un juego para entretenerme, al día siguiente no puedo estar seguro de si cumplo las mismas reglas que el día anterior, pues bien podría fallarme la memoria o haber enloquecido. Lo mismo ocurre con los juegos de lenguaje: pertenecen a una colectividad y nunca a un individuo solo. Esto tendrá importantes consecuencias para la posterior filosofía de la mente, pues ¿qué sucede con esos términos que refieren a nuestras experiencias privadas, los llamados términos mentales, como "dolor"? El significado de la palabra "dolor" es conocido por todos. Sin embargo, yo no puedo saber si llamas "dolor" a lo mismo que yo, ya que yo no puedo experimentar tu dolor, sino solamente el mío. Esto lleva a Wittgenstein a comprender que el uso de la palabra "dolor" viene asociado a otra serie de actitudes y comportamientos (quejas, gestos o caras de dolor, etc.) y que solo con base a ello terminamos por asociar la palabra "dolor" a eso que sentimos privadamente.
Por otro lado, desde esta misma perspectiva, los llamados "problemas filosóficos" no son en realidad problemas, sino perplejidades. Cuando hacemos filosofía, nos enredamos en un juego de lenguaje cuyas reglas no están determinadas, ya que es la propia filosofía la que pretende establecer esas reglas; es una suerte de círculo vicioso. De ahí que la misión de la filosofía sea, para Wittgenstein, "luchar contra el embrujo de nuestro entendimiento por medio del lenguaje".

### Diferencias entre el primer y el segundo Wittgenstein

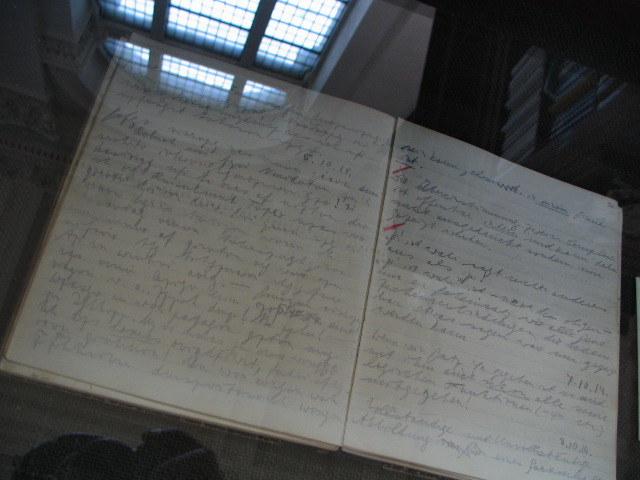
Notas de octubre de 1914 en el diario de Wittgenstein, en exhibición en la biblioteca de Wren, Trinity College (Cambridge).

Mientras que para el primer Wittgenstein había un solo lenguaje, a saber: el lenguaje ideal compuesto por la totalidad de las proposiciones significativas (lenguaje descriptivo), para el segundo Wittgenstein el lenguaje se expresa en una pluralidad de distintos "juegos de lenguaje" (del que el descriptivo es solo un caso). Cabe decir que el primer Wittgenstein realza la substitución "explicativa" frente a la "inductiva" -característica del segundo Wittgenstein- en una segunda parte más introspectiva del lenguaje exacto, calificándolo de un modo más adecuado al uso, como se ha dicho del primer y segundo Wittgenstein; en tanto que la inversión del significado, inversión producida por la reiteración del significado opuesto al directo, puede cambiar el contexto de la proposición y asimismo admitirla. Por otra parte, el primer Wittgenstein definía lo absurdo o insensato de una proposición en tanto que esta rebasaba los límites del lenguaje significativo, mientras que el segundo Wittgenstien entiende que una proposición resulta absurda en la medida en que esta intenta ser usada dentro de un juego de lenguaje al cual no pertenece. De ahí que, para el primer Wittgenstein, el significado estaba determinado por la referencia, lo que equivale a decir que si una palabra no nombra ninguna cosa o en una proposición no figura ningún hecho, carece de significado en tanto que resulta imposible asignarle un determinado valor de verdad. Pero el segundo Wittgenstein reconoce que en el lenguaje ordinario la función descriptiva es una de las tantas funciones del lenguaje y que, por ende, el dominio del significado es mucho más vasto que el de la referencia. Así, para el segundo Wittgenstein, el sentido de una proposición o el significado de una palabra es su función, o sea que está determinado por el uso que se haga de la misma. En síntesis: el criterio referencial del significado es reemplazado por el criterio pragmático del significado.
En cuanto a la noción de verdad, el primer Wittgenstein adopta sin más el criterio correspondentista, puesto que, en virtud de la relación isomórfica entre lenguaje y mundo, la verdad se constituye como la correspondencia entre el sentido de (lo representado en) una proposición y un hecho. Pero dado que el segundo Wittgenstein postula distintos usos posibles del lenguaje más allá del descriptivo, la aplicación del criterio semántico de verdad parece quedar restringida al ámbito del lenguaje meramente descriptivo.

## Obras originales
- Tractatus logico-philosophicus (Logisch-Philosophische Abhandlung). 1921.
- Algunos comentarios sobre lógica formal (Some Remarks on Logical Form). 1929.
- Los cuadernos azul y marrón (The Blue and Brown Books). 1935.
- Investigaciones filosóficas (Philosophische Untersuchungen). 1953.
- Sobre la certeza (Über Gewissheit). 1961.

## Traducciones al español
- Investigaciones filosóficas. Traducción, introducción y notas críticas de Jesús Padilla Gálvez. Madrid: Editorial Trotta. 2017. ISBN 978-84-9879-674-2.
- Investigaciones filosóficas. Traducción, introducción y notas críticas de Jesús Padilla Gálvez. Madrid: Editorial Trotta. 2021. ISBN 978-84-1364-020-4.
- Dictado para Schlick - Diktat für Schlick. Traducción, introducción y notas críticas de Jesús Padilla Gálvez y Margit Gaffal. Madrid: Ápeiron. 2017. ISBN 978-84-17182-42-7.
- Tractatus logico-philosophicus-Investigaciones filosóficas. Traducción, introducción y notas críticas de Isidoro Reguera Perez. Madrid: Editorial Gredos. 2017. ISBN 978-84-249-3774-4.
- Tratado lógico-filosófico. Logisch-philosophische Abhandlung. Edición crítica de TS 204. Introducción y traducción de Jesús Padilla Gálvez. Valencia: Tirant lo Blanch. 2016. ISBN 978-84-16349-91-3.
- Escrito a máquina [The big typescript] [TS 213]. Introducción y traducción de  Jesús Padilla Gálvez. Colección Estructuras y Procesos. Filosofía. Madrid: Trotta. 2014. ISBN 978-84-9879-559-2.
- Isidoro Reguera, ed. (2009). Obra completa. Colección Biblioteca de Grandes Pensadores (Edición bilingüe alemán/español). Madrid: Gredos. ISBN 978-84-249-3619-8 / ISBN 978-84-249-3622-8.
  - Volumen I: Tractatus logico-philosophicus. Investigaciones filosóficas. Sobre la certeza.
  - Volumen II: Diario filosófico (1914-1916). Diarios secretos. Movimientos del pensar. Diarios (1930-1932 / 1936-1937). Cartas a Russell, Keynes y Moore. Notas sobre lógica. Notas dictadas a g. E. Moore en Noruega. Conferencia sobre ética. Observaciones a La rama dorada de Frazer. Observaciones diversas. Cultura y valor. Lecciones y conversaciones sobre estética, Psicología y creencia religiosa. Zettel. Observaciones sobre los colores.
- Luz y sombra. Una vivencia(-sueño) nocturna y un fragmento epistolar. Valencia: Pre-textos. 2006. ISBN 84-8191-760-5.
- Movimientos del pensar. Madrid: Pre-Textos. 2005. ISBN 84-8191-644-7.
- Últimas conversaciones. Salamanca: Sígueme. 2004. ISBN 84-301-1490-4.
- Sobre la certeza. Barcelona: Gedisa. 2000. ISBN 84-7432-295-2.
- Aforismos. Cultura y valor. Madrid: Espasa Calpe. 1995. ISBN 84-239-7381-6.
- Observaciones a La rama dorada de Frazer. Madrid: Tecnos. 1992. ISBN 9788430921584.
- Lecciones y conversaciones sobre estética, psicología y creencia religiosa. Traducido por Isidoro Reguera. Barcelona: Paidós. 1992. ISBN 84-7509-807-X.
- Conferencia sobre ética. Barcelona: Paidós. 1989. ISBN 84-7509-525-9.